# Condado de Glascock
El condado de Glascock (en inglés: Glascock County), fundado en 1857, es uno de 159 condados del estado estadounidense de Georgia. En el año 2007, el condado tenía una población de 2771 habitantes y una densidad poblacional de 7 personas por km². La sede del condado es Gibson. El condado recibe su nombre en honor al soldado Thomas Glascock.

## Geografía
Según la Oficina del Censo, el condado tiene un área total de 374 km² (144,4 mi²), de la cual 373 km² (144 mi²) es tierra y 1 km² (0,4 mi²) (0.21%) es agua.

### Condados adyacentes
- Condado de Warren (norte)
- Condado de Jefferson (este)
- Condado de Hancock (oeste)
- Condado de Washington (noroeste)

## Demografía
Según el censo de 2000, los ingresos medios por hogar en el condado eran de $29 743, y los ingresos medios por familia eran $36 629. Los hombres tenían unos ingresos medios de $32 896 frente a los $22 500 para las mujeres. La renta per cápita para el condado era de $14 185 Alrededor del 17.20% de la población estaban por debajo del umbral de pobreza.

## Transporte

### Principales carreteras
- Ruta de Georgia 80
- Ruta de Georgia 102
- Ruta de Georgia 123
- Ruta de Georgia 171

## Localidades
- Edge Hill
- Gibson
- Mitchell